# 니시이즈정
니시이즈정(일본어: 西伊豆町)은 일본 시즈오카현 이즈반도의 서안에 위치한 가모군의 정이다.

## 지리
니시나강, 우구스강 하구 부근에 소규모 시가지가 형성되어 있다. 양쪽 모두 하구에 해수욕장이 있어 매년 많은 해수욕객이 방문한다. 해안 지형도 복잡해 "이즈의 마쓰시마섬"이라 불리는 도가섬과 고가네자키 등의 경승지가 유명하다. 또 도가섬에는 도가시마 온천이 있다.

## 역사
에도 시대 말기에는 나카군에 7개 촌이 존재했다.
- 1889년 4월 1일 - 정촌제 시행과 함께 니시나촌, 우구스촌, 닷코촌이 성립하였다.
- 1896년 4월 1일 - 나가군이 가모군에 통합되었다.
- 1896년 5월 14일 - 우구스촌에서 아라리촌이 분리되었다.
- 1956년 3월 31일 - 니시나촌과 닷코촌이 합병해 니시이즈정이 되었다.
- 1956년 9월 30일 - 아라리촌과 우구스촌이 합병해 가모촌이 되었다.
- 2005년 4월 1일 - 니시이즈정과 가모촌이 합병해 새로운 니시이즈정이 되었다.

## 인구
| 연도 | 인구   | ±%     |
| ---- | ------ | ------ |
| 1940 | 15,098 | —      |
| 1950 | 18,654 | +23.6% |
| 1960 | 17,152 | −8.1%  |
| 1970 | 14,933 | −12.9% |
| 1980 | 14,376 | −3.7%  |
| 1990 | 12,696 | −11.7% |
| 2000 | 11,268 | −11.2% |
| 2010 | 9,471  | −15.9% |

## 교통

### 도로
- 국도 136호선